# Phlugiolopsis punctata
Phlugiolopsis punctata is een rechtvleugelige insectensoort uit de familie van de sabelsprinkhanen (Tettigoniidae).
Phlugiolopsis punctata werd voor het eerst wetenschappelijk beschreven door Wang, Li en Liu in 2012.